# Großer Preis von Bahrain 2009
Der Große Preis von Bahrain 2009 (offiziell 2009 Formula 1 Gulf Air Bahrain Grand Prix) fand am 26. April auf dem Bahrain International Circuit in as-Sachir statt und war das vierte Rennen der Formel-1-Weltmeisterschaft 2009.

## Berichte

### Hintergrund
Nach dem Großen Preis von China führte Jenson Button in der Fahrerwertung mit sechs Punkten vor Rubens Barrichello und mit elf Punkten vor Sebastian Vettel. In der Konstrukteurswertung führte Brawn-Mercedes mit 16,5 Punkten vor Red Bull-Renault und mit 17,5 Punkten vor Toyota.
Ferrari und Renault benutzten wieder KERS sowie erstmals Robert Kubica.
Nach drei Rennen hatte Ferrari noch nicht gepunktet. Dies war der schlechteste Saisonstart für das Team seit 1981.
Der Reifenlieferant Bridgestone wählte die Medium- und Supersoft-Reifen für das Grand-Prix-Wochenende aus.
Force India führte in Bahrain einen überarbeiteten Boden und Diffusor für den Force India VJM02 sowie einen verbesserten Frontflügel und neu profilierte Seitenkästen ein. Force India-Fahrer Giancarlo Fisichella begrüßte die Verbesserungen und hoffte, dass der mangelnde Abtrieb des Autos durch die neuen Modifikationen behoben würde.
Mit Fernando Alonso und Felipe Massa (jeweils zweimal) traten zwei ehemalige Sieger zu diesem Grand Prix an.

### Training
Im ersten freien Training setzte sich Lewis Hamilton an die Spitze des Feldes. Auf Platz zwei und drei folgten die BMW Sauber-Piloten Nick Heidfeld und Kubica.
Im zweiten Freitagstraining fuhr Nico Rosberg die schnellste Runde vor Alonso und Jarno Trulli.
Im dritten freien Training erzielte Timo Glock die Bestzeit vor Massa und Rosberg.

### Qualifying
Das Qualifying bestand aus drei Teilen mit einer Nettolaufzeit von 45 Minuten. Im ersten Qualifying-Segment (Q1) hatten die Fahrer 18 Minuten Zeit, um sich für das Rennen zu qualifizieren. Die besten 15 Fahrer erreichten den nächsten Teil. Vettel war Schnellster. Die beiden Die Force India- und Toro-Rosso-Piloten und Mark Webber schieden aus.
Der zweite Abschnitt (Q2) dauerte 15 Minuten. Die schnellsten zehn Piloten qualifizierten sich für den dritten Teil des Qualifyings. Vettel war erneut Schnellster. Nelson Piquet, jr., Heidfeld, Kubica, Kazuki Nakajima und Heikki Kovalainen schieden aus.
Der letzte Abschnitt (Q3) ging über eine Zeit von zwölf Minuten, in denen die ersten zehn Startpositionen vergeben wurden. Trulli fuhr mit einer Zeit von 1:33,431 Minuten die Bestzeit und sicherte sich die Pole-Position vor seinem Teamkollegen Glock und Vettel. Für Toyota war es das erste Mal, dass beide Autos in der ersten Startreihe standen. Für Trulli war es die erste Pole seit dem Großen Preis der USA 2005, die vierte insgesamt und gleichzeitig die letzte seiner Karriere.

### Rennen

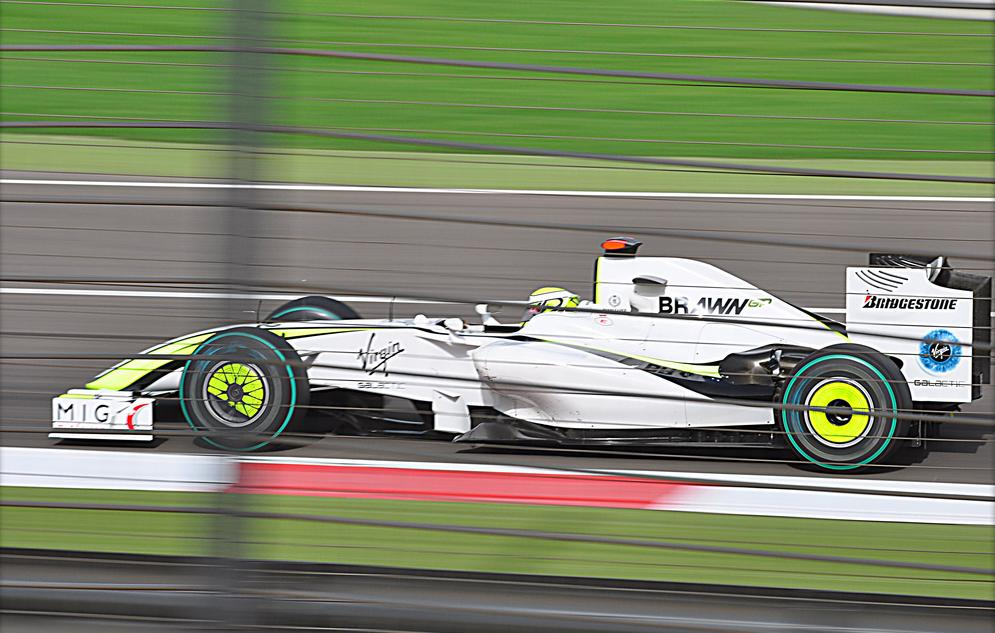
Jenson Button gewann das Rennen in Bahrain

Vor ungefähr 30.000 Zuschauern startete das Rennen. An der Spitze kam es zu einigen Verschiebungen: Glock setzte sich beim Start gegen Trulli durch und übernahm die Führung. Hamilton zog an Button und Vettel vorbei und nahm den dritten Platz ein. Vettel hatte einen schlechten Start und fiel auf den fünften Platz zurück. Auch Massa konnte seine Position nicht halten und musste seinen Frontflügel nach einer Kollision mit seinem Teamkollegen Kimi Räikkönen wechseln lassen. Nachdem Button Hamilton zurücküberholt hatte, konnte sich die Toyota-Piloten vom Rest des Feldes absetzen. Die Toyota mussten allerdings früh an die Box, um nachzutanken, und so übernahm Button die Führung des Rennens. Trulli konnte aufgrund eines späteren Stopps an Glock vorbeiziehen und wurde wenig später von seinem ehemaligen Teamkollegen Alonso überholt.

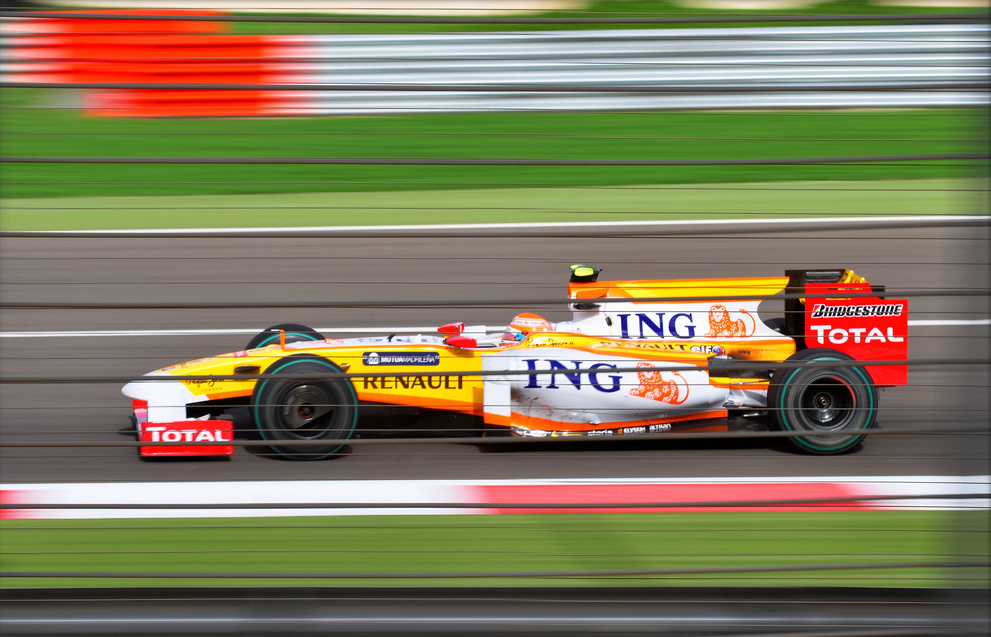
Nelson Piquet jr. erzielte als Zehnter in Bahrain seine beste Saisonplatzierung

Nachdem auch Button und Hamilton an der Box waren, übernahmen kurzzeitig Vettel und darauf Räikkönen die Führung des Rennens. Nach den Stopps der beiden führte Button das Rennen vor Trulli an. Vettel nahm hinter den beiden den dritten Platz ein und schaffte es nicht an Trulli vorbeizuziehen. Allerdings hatte der Red Bull-Pilot mehr Benzin an Bord und konnte länger als Trulli, der zeitgleich mit Button seinen zweiten Stopp absolvierte, fahren. Er erarbeitete sich somit einen Vorsprung und überholte Trulli schließlich nach seinen Boxenstopp.
Acht Runden vor Schluss schied mit Nakajima der einzige Pilot in diesem Rennen aus, in dem er mit sinkendem Öldruck in der Box aufgab. An der Spitze gab es keiner weiteren Veränderungen und so gewann Button sein drittes Rennen in dieser Saison vor Vettel und Trulli. Die weiteren Punkte gingen an Hamilton, Barrichello, Räikkönen, der die ersten Punkte für Ferrari erzielte, Glock und Alonso.
Für BMW Sauber lief das Rennen schlechter als erwartet. Nachdem man im ersten freien Training noch in der Spitzengruppe war, fuhren Heidfeld und Kubica dem Feld im Rennen hinterher und waren größtenteils die letzten beiden Piloten.
Button und Brawn GP konnten ihrer Führung in der Weltmeisterschaft weiter ausbauen. Barrichello behielt den zweiten Platz vor Vettel.

## Meldeliste
| Team                      | Nr. | Fahrer               | Chassis           | Motor                | Reifen |
| ------------------------- | --- | -------------------- | ----------------- | -------------------- | ------ |
| Vodafone McLaren Mercedes | 01  | Lewis Hamilton       | McLaren MP4-24    | Mercedes-Benz 2.4 V8 | B      |
| Vodafone McLaren Mercedes | 02  | Heikki Kovalainen    | McLaren MP4-24    | Mercedes-Benz 2.4 V8 | B      |
| Scuderia Ferrari Marlboro | 03  | Felipe Massa         | Ferrari F60       | Ferrari 2.4 V8       | B      |
| Scuderia Ferrari Marlboro | 04  | Kimi Räikkönen       | Ferrari F60       | Ferrari 2.4 V8       | B      |
| BMW Sauber F1 Team        | 05  | Robert Kubica        | BMW Sauber F1.09  | BMW 2.4 V8           | B      |
| BMW Sauber F1 Team        | 06  | Nick Heidfeld        | BMW Sauber F1.09  | BMW 2.4 V8           | B      |
| ING Renault F1 Team       | 07  | Fernando Alonso      | Renault R29       | Renault 2.4 V8       | B      |
| ING Renault F1 Team       | 08  | Nelson Piquet jr.    | Renault R29       | Renault 2.4 V8       | B      |
| Panasonic Toyota Racing   | 09  | Jarno Trulli         | Toyota TF109      | Toyota 2.4 V8        | B      |
| Panasonic Toyota Racing   | 10  | Timo Glock           | Toyota TF109      | Toyota 2.4 V8        | B      |
| Scuderia Toro Rosso       | 11  | Sébastien Bourdais   | Toro Rosso STR4   | Ferrari 2.4 V8       | B      |
| Scuderia Toro Rosso       | 12  | Sébastien Buemi      | Toro Rosso STR4   | Ferrari 2.4 V8       | B      |
| Red Bull Racing           | 14  | Mark Webber          | Red Bull RB5      | Renault 2.4 V8       | B      |
| Red Bull Racing           | 15  | Sebastian Vettel     | Red Bull RB5      | Renault 2.4 V8       | B      |
| AT&T Williams             | 16  | Nico Rosberg         | Williams FW31     | Toyota 2.4 V8        | B      |
| AT&T Williams             | 17  | Kazuki Nakajima      | Williams FW31     | Toyota 2.4 V8        | B      |
| Force India F1 Team       | 20  | Adrian Sutil         | Force India VJM02 | Mercedes-Benz 2.4 V8 | B      |
| Force India F1 Team       | 21  | Giancarlo Fisichella | Force India VJM02 | Mercedes-Benz 2.4 V8 | B      |
| Brawn GP Formula 1 Team   | 22  | Jenson Button        | Brawn BGP 001     | Mercedes-Benz 2.4 V8 | B      |
| Brawn GP Formula 1 Team   | 23  | Rubens Barrichello   | Brawn BGP 001     | Mercedes-Benz 2.4 V8 | B      |

Anmerkungen
1. ↑  Die Startnummern 18 und 19 wurden wegen des Rückzugs des Honda-Teams nicht vergeben. Das Nachfolgeteam Brawn GP bekam als Neuling traditionell die letzten Startnummern, das Team Force India rückte aus Marketinggründen nicht auf.

## Klassifikationen

### Qualifying
| Pos. | Fahrer               | Konstrukteur         | Q1       | Q2       | Q3       | Start |
| ---- | -------------------- | -------------------- | -------- | -------- | -------- | ----- |
| 01   | Jarno Trulli         | Toyota               | 1:32,770 | 1:32,671 | 1:33,431 | 01    |
| 02   | Timo Glock           | Toyota               | 1:33,165 | 1:32,613 | 1:33,712 | 02    |
| 03   | Sebastian Vettel     | Red Bull-Renault     | 1:32,680 | 1:32,474 | 1:34,015 | 03    |
| 04   | Jenson Button        | Brawn-Mercedes       | 1:32,978 | 1:32,842 | 1:34,044 | 04    |
| 05   | Lewis Hamilton       | McLaren-Mercedes (K) | 1:32,851 | 1:32,877 | 1:34,196 | 05    |
| 06   | Rubens Barrichello   | Brawn-Mercedes       | 1:33,116 | 1:32,842 | 1:34,239 | 06    |
| 07   | Fernando Alonso      | Renault (K)          | 1:33,627 | 1:32,860 | 1:34,578 | 07    |
| 08   | Felipe Massa         | Ferrari (K)          | 1:33,297 | 1:33,014 | 1:34,818 | 08    |
| 09   | Nico Rosberg         | Williams-Toyota      | 1:33,672 | 1:33,166 | 1:35,134 | 09    |
| 10   | Kimi Räikkönen       | Ferrari (K)          | 1:33,117 | 1:32,827 | 1:35,380 | 10    |
| 11   | Heikki Kovalainen    | McLaren-Mercedes (K) | 1:33,479 | 1:33,242 | –        | 11    |
| 12   | Kazuki Nakajima      | Williams-Toyota      | 1:33,221 | 1:33,348 | –        | 12    |
| 13   | Robert Kubica        | BMW Sauber (K)       | 1:33,495 | 1:33,487 | –        | 13    |
| 14   | Nick Heidfeld        | BMW Sauber (K)       | 1:33,377 | 1:33,562 | –        | 14    |
| 15   | Nelson Piquet jr.    | Renault (K)          | 1:33,608 | 1:33,941 | –        | 15    |
| 16   | Adrian Sutil         | Force India-Mercedes | 1:33,722 | –        | –        | 19    |
| 17   | Sébastien Buemi      | Toro Rosso-Ferrari   | 1:33,753 | –        | –        | 16    |
| 18   | Giancarlo Fisichella | Force India-Mercedes | 1:33,910 | –        | –        | 17    |
| 19   | Mark Webber          | Red Bull-Renault     | 1:34,038 | –        | –        | 18    |
| 20   | Sébastien Bourdais   | Toro Rosso-Ferrari   | 1:34,159 | –        | –        | 20    |

Anmerkungen
(K) = Rennwagen mit KERS
1. ↑  Sutil behinderte am Ende von Q1 Webber und wurde um drei Startplätze strafversetzt.

### Rennen
| Pos. | Fahrer               | Konstrukteur         | Runden | Stopps | Zeit        | Start | Schnellste Runde |
| ---- | -------------------- | -------------------- | ------ | ------ | ----------- | ----- | ---------------- |
| 01   | Jenson Button        | Brawn-Mercedes       | 57     | 2      | 1:31:48,182 | 04    | 1:34,588 (11.)   |
| 02   | Sebastian Vettel     | Red Bull-Renault     | 57     | 2      | + 7,187     | 03    | 1:34,756 (16.)   |
| 03   | Jarno Trulli         | Toyota               | 57     | 2      | + 9,170     | 01    | 1:34,556 (10.)   |
| 04   | Lewis Hamilton       | McLaren-Mercedes (K) | 57     | 2      | + 22,096    | 05    | 1:34,915 (12.)   |
| 05   | Rubens Barrichello   | Brawn-Mercedes       | 57     | 3      | + 37,779    | 06    | 1:34,901 (25.)   |
| 06   | Kimi Räikkönen       | Ferrari (K)          | 57     | 2      | + 42,057    | 10    | 1:35,498 (42.)   |
| 07   | Timo Glock           | Toyota               | 57     | 2      | + 42,880    | 02    | 1:34,574 (06.)   |
| 08   | Fernando Alonso      | Renault (K)          | 57     | 2      | + 52,775    | 07    | 1:35,722 (29.)   |
| 09   | Nico Rosberg         | Williams-Toyota      | 57     | 2      | + 58,198    | 09    | 1:35,816 (37.)   |
| 10   | Nelson Piquet jr.    | Renault (K)          | 57     | 2      | + 1:05,149  | 15    | 1:35,441 (37.)   |
| 11   | Mark Webber          | Red Bull-Renault     | 57     | 2      | + 1:07,641  | 18    | 1:35,165 (50.)   |
| 12   | Heikki Kovalainen    | McLaren-Mercedes (K) | 57     | 2      | + 1:17,824  | 11    | 1:35,520 (54.)   |
| 13   | Sébastien Bourdais   | Toro Rosso-Ferrari   | 57     | 2      | + 1:18,805  | 20    | 1:35,410 (30.)   |
| 14   | Felipe Massa         | Ferrari (K)          | 56     | 3      | + 1 Runde   | 08    | 1:35,065 (41.)   |
| 15   | Giancarlo Fisichella | Force India-Mercedes | 56     | 2      | + 1 Runde   | 17    | 1:36,376 (09.)   |
| 16   | Adrian Sutil         | Force India-Mercedes | 56     | 2      | + 1 Runde   | 19    | 1:36,219 (28.)   |
| 17   | Sébastien Buemi      | Toro Rosso-Ferrari   | 56     | 2      | + 1 Runde   | 16    | 1:36,473 (38.)   |
| 18   | Robert Kubica        | BMW Sauber (K)       | 56     | 2      | + 1 Runde   | 13    | 1:35,706 (50.)   |
| 19   | Nick Heidfeld        | BMW Sauber (K)       | 56     | 2      | + 1 Runde   | 14    | 1:35,924 (52.)   |
| –    | Kazuki Nakajima      | Williams-Toyota      | 49     | 2      | DNF         | 12    | 1:36,153 (39.)   |

Anmerkungen
(K) = Rennwagen mit KERS

## WM-Stände nach dem Rennen
Die ersten acht des Rennens bekamen 10, 8, 6, 5, 4, 3, 2 bzw. 1 Punkt(e).

### Fahrerwertung
| Pos. | Fahrer             | Konstrukteur     | Punkte |
| ---- | ------------------ | ---------------- | ------ |
| 01   | Jenson Button      | Brawn-Mercedes   | 31,0   |
| 02   | Rubens Barrichello | Brawn-Mercedes   | 19,0   |
| 03   | Sebastian Vettel   | Red Bull-Renault | 18,0   |
| 04   | Jarno Trulli       | Toyota           | 14,5   |
| 05   | Timo Glock         | Toyota           | 12,0   |
| 06   | Mark Webber        | Red Bull-Renault | 9,5    |
| 07   | Lewis Hamilton     | McLaren-Mercedes | 9,0    |
| 08   | Fernando Alonso    | Renault          | 5,0    |
| 09   | Nick Heidfeld      | BMW Sauber       | 4,0    |
| 10   | Heikki Kovalainen  | McLaren-Mercedes | 4,0    |

| Pos. | Fahrer               | Konstrukteur         | Punkte |
| ---- | -------------------- | -------------------- | ------ |
| 11   | Nico Rosberg         | Williams-Toyota      | 3,5    |
| 12   | Kimi Räikkönen       | Ferrari              | 3,0    |
| 13   | Sébastien Buemi      | Toro Rosso-Ferrari   | 3,0    |
| 14   | Sébastien Bourdais   | Toro Rosso-Ferrari   | 1,0    |
| 15   | Felipe Massa         | Ferrari              | 0,0    |
| 16   | Adrian Sutil         | Force India-Mercedes | 0,0    |
| 17   | Nelson Piquet jr.    | Renault              | 0,0    |
| 18   | Giancarlo Fisichella | Force India-Mercedes | 0,0    |
| 19   | Kazuki Nakajima      | Williams-Toyota      | 0,0    |
| 20   | Robert Kubica        | BMW Sauber           | 0,0    |

### Konstrukteurswertung
| Pos. | Konstrukteur     | Punkte |
| ---- | ---------------- | ------ |
| 01   | Brawn-Mercedes   | 50,0   |
| 02   | Red Bull-Renault | 27,5   |
| 03   | Toyota           | 26,5   |
| 04   | McLaren-Mercedes | 13,0   |
| 05   | Renault          | 5,0    |

| Pos. | Konstrukteur         | Punkte |
| ---- | -------------------- | ------ |
| 06   | BMW Sauber           | 4,0    |
| 07   | Toro Rosso-Ferrari   | 4,0    |
| 08   | Williams-Toyota      | 3,5    |
| 09   | Ferrari              | 3,0    |
| 10   | Force India-Mercedes | 0,0    |